# Flugboot

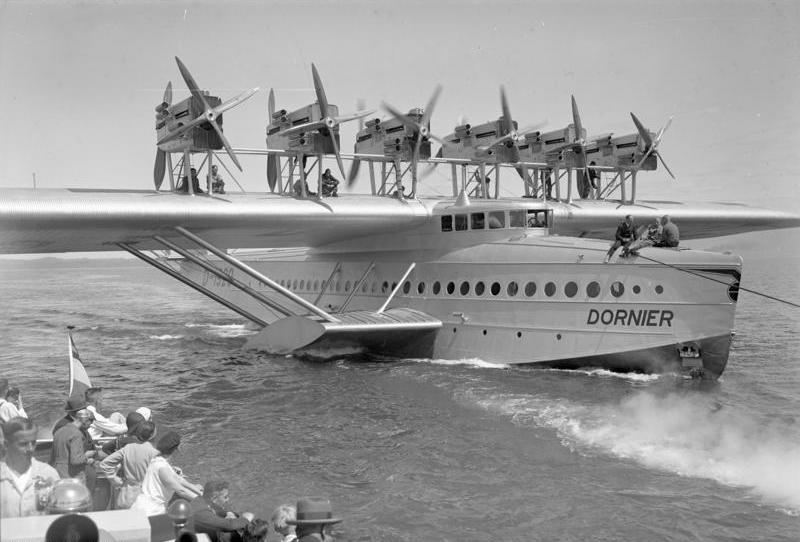
Dornier Do X aus dem Jahr 1929, zu seiner Zeit das größte Flugzeug

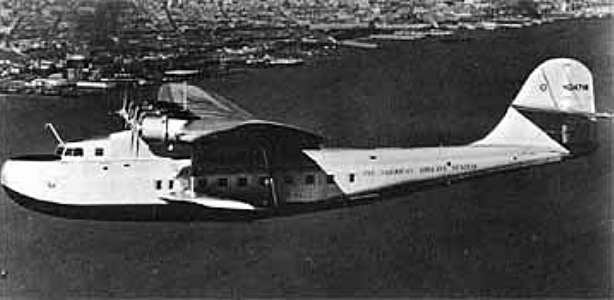
Martin Chinaclipper Typ 130
Flugboot der 1930er Jahre

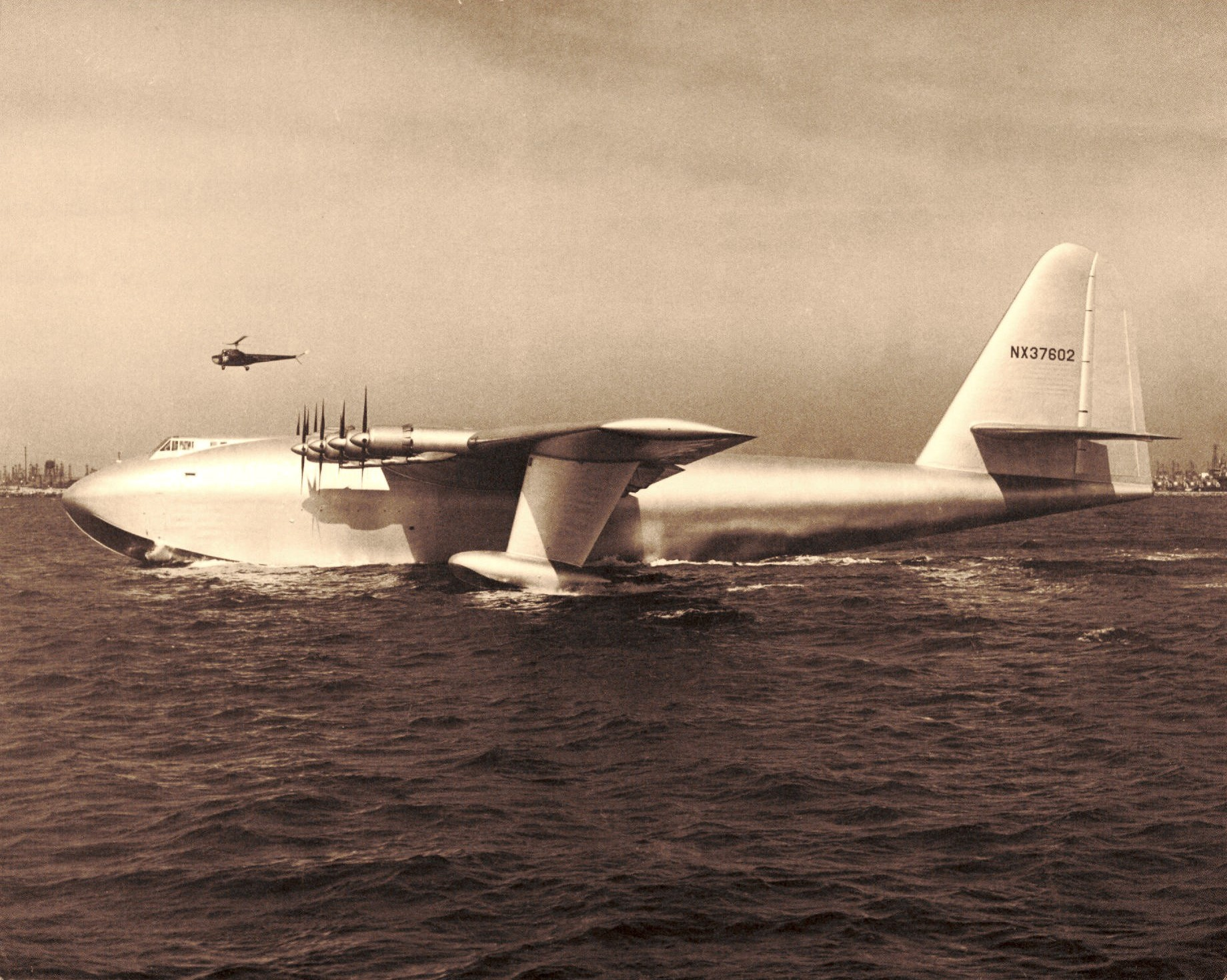
Hughes H-4 das größte jemals gebaute Flugboot. Da sie nie außerhalb des Bodeneffektes geflogen wurde, ist ihre Flugfähigkeit darüber hinaus nicht nachgewiesen.

Flugbootkonstruktionsmerkmale
Beispiel: Saro London

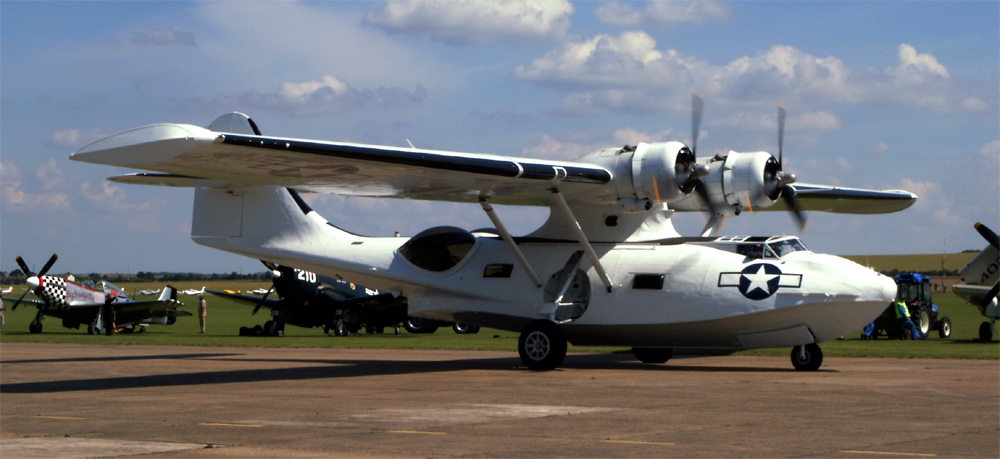
PBY Catalina

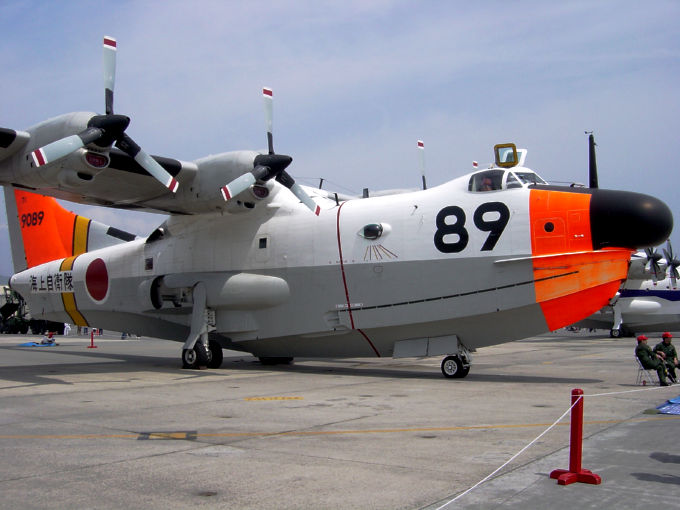
Shin Meiwa US-1A

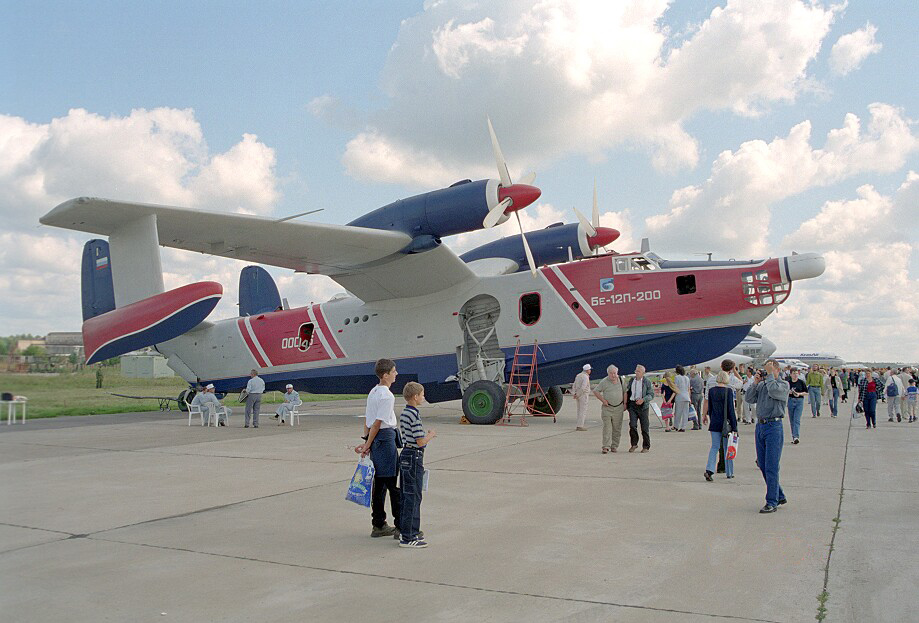
Berijew Be-12P-200

Ein Flugboot, gelegentlich auch Flugschiff genannt, ist ein Flugzeug, dessen Rumpf schwimmfähig ist und das auf dem Wasser starten und landen kann. Dadurch unterscheidet es sich von anderen Wasserflugzeugen mit meist starr montierten Landegestellen (Schwimmwerk). Flugboote, die zusätzlich ein Fahrwerk haben, nennt man auch Amphibienflugzeuge.
In Deutschland ist der Betrieb von Flugbooten durch die Flugplatzpflicht nur eingeschränkt möglich. Es gibt nur wenige Gelände für Wasserflugzeuge und Flugboote.

## Aufbau und Konstruktion
Ein Flugboot hat gegenüber einem Schwimmerflugzeug den Vorteil des geringeren Gewichts, konstruktiven Aufwands und Luftwiderstands, da nicht neben dem Rumpf auch noch voluminöse Schwimmer vorhanden sind. Kleine Seeflugzeuge werden jedoch bevorzugt als Schwimmerflugzeuge ausgeführt, weil dadurch bei Start und Landung Triebwerk und Cockpit weniger dem Spritzwasser ausgesetzt sind.
In den Anfangsjahren des kommerziellen Flugverkehrs, nach dem Ersten Weltkrieg, wurden Flugboote eingesetzt, da sie auch Orte ohne Flugplatz anfliegen konnten. Auch Langstrecken, die mit den damaligen Flugzeugen nicht non-stop geflogen werden konnten, ließen sich mit einem Flugboot etappenweise überwinden, ohne dass an jeder Zwischenlandestation ein Flugplatz vorhanden sein musste. Flugboote werden seit den 1940er Jahren im kommerziellen Linienverkehr nur noch selten eingesetzt.
In den 1930er Jahren war bei der deutschen Lufthansa neben einer Pilotenlizenz auch ein Kapitänspatent für die Seefahrt zum Führen der Flugboote üblich.
Flugboote bieten Vorteile:
- Lange verfügbare Start- und Landestrecken auf Gewässern.
- Viel Platz zum gleichzeitigen Starten und Landen.
- Gut ausgebaute Infrastruktur von Seehäfen.
- Zudem erlaubt der Bodeneffekt dem Flugboot – in geringer Höhe über der Oberfläche fliegend – eine größere Reichweite (es gibt spezielle Bodeneffektfahrzeuge, auch genannt „Ekranoplan“, die sich diesen Effekt zunutze machen).

In der Praxis zeigen sich aber verschiedene Probleme:
- Das Abheben von der Wasseroberfläche ist schwierig. Die ersten Flugbootrümpfe orientierten sich an den bestehenden Bootstypen Flachboot und Kielboot. Erst später wurde festgestellt, dass der Schwimmkörper des Flugzeugs eine „Stufe“ benötigt, um den Saugeffekt des Wassers zu überwinden.
- Das Heckleitwerk der Flugboote war oft zu niedrig angesetzt. Dies führte beispielsweise bei der Do X zum Abriss des Leitwerks. Spätere Konstruktionen haben daher in der Regel ein deutlich erhöhtes Leitwerk.
- Bereits leichter Wind kann eine flache Wasseroberfläche zu einer rauen werden lassen, auf der eine Wasserung schwierig ist und mit mehr Wind umso schwieriger wird. Der Wasserschlag des wassernden Flugboots ist auch für die Triebwerke gefährlich. Der Seegang auf hoher See machte eine Notwasserung beinahe unmöglich.
- Auch bei niedrigem Seegang stellt die Wasserung die Piloten vor Herausforderungen: Zum Beispiel kann dieser die Flughöhe des Flugboots über dem Wasser nur schlecht einschätzen, da hier Merkmale wie Bäume, Gebäude oder ähnliches normalerweise fehlen. Relativ steil anschweben und kurz vor der Landung/Wasserung das Flugzeug abzufangen, wie es mit Landflugzeugen möglich ist, ist mit einem Flugboot gefährlich (Wasserschlag).
- Die notwendige Form des Schwimmkörpers ist aerodynamisch nicht besonders günstig und ist nachteilig für die Flugeigenschaften. Mit wachsenden Fluggeschwindigkeiten wird dieser Nachteil gegenüber den Landflugzeugen immer größer.

## Einsatz im Passagierverkehr
Mit dem Einsetzen des Passagierverkehrs stellte sich die Frage, wie die zukünftigen großen Passagierflugzeuge starten und landen sollten. Da zu der Zeit Auftriebshilfen, Lande- und Fowlerklappen noch nicht entwickelt waren, errechneten die Konstrukteure für diese Flugzeuge immens lange Start- und Landestrecken; Landestrecken, die damals auf Land nicht realisierbar erschienen. Deshalb lag es nahe, auf das Wasser auszuweichen. Sikorsky und die PanAm taten es sehr erfolgreich auf den pazifischen Strecken (San Francisco – Honolulu – Wake – Manila – Hongkong); die Deutschen, Franzosen und Italiener auf den Südamerika-Routen. Die Briten (beginnend mit Imperial Airways) verwendeten neben Landflugzeugen auch Flugboote wie die Short Empire, um das Empire luftverkehrstechnisch zu erschließen.
PanAm hatte drei Sikorsky S-40 (Erstflug der S-40 im Dienste der PanAm am 19. November 1931 von Miami nach Barranquilla (Kolumbien)). Die S-40 wurde auf Linienflügen nach Mexiko, Kuba und zu den Bahamas eingesetzt, bis sie von ihrem Nachfolgemodell – Sikorsky S-42 – abgelöst wurde. Die S-42 läutete zusammen mit den anderen Clipper-Flugbooten Boeing 314 und Martin M-130 eine neue Ära des Langstreckenfluges ein.

## Entwicklungsgeschichte
Eines der ersten Flugboote wurde von dem Franzosen François Denhaut entwickelt, der damit am 15. März 1912 erstmals von der Seine startete. Zwar endete der Flug mit einer Bruchlandung, doch Denhaut entwickelte das Modell weiter und konnte es im September gleichen Jahres erfolgreich bei einem Seeflugwettbewerb in Belgien vorführen. Im folgenden Oktober wurde das nach den beiden Geldgebern benannte Donnet-Lévêque-Flugboot auf der Pariser Luftfahrtschau als Amphibienflugzeug mit einem hochklappbaren Fahrwerk versehen ausgestellt. Die Konstruktion erwies sich als erfolgreich und wurde als Marineflugboot nach Dänemark, Österreich-Ungarn und Schweden verkauft. In den USA entwickelte Glenn Curtiss ein Flugboot, das am 10. Januar 1912 zum Erstflug startete. Auch dieses Modell war erfolgreich und fand bei der US Navy Verwendung.
Im Ersten Weltkrieg kamen Flugboote ab 1915 zum Einsatz, etwa die Lohner-Flugboote oder die Grigorowitsch M-5 und M-9. Die Briten bauten verschiedene Typen des Felixstowe zur Luftaufklärung über der Nordsee.
Das führte sogar dazu, dass zu dem renommiertesten Geschwindigkeitsrennen der 1920er und 1930er Jahre, dem Schneider-Cup, nur Schwimmerflugzeuge und Flugboote zugelassen waren, die eine (relativ strenge) maritime Tauglichkeitsprüfung bestehen mussten. Ein Curtiss NC Flugboot überquerte 1919 als erstes Flugzeug den Atlantik.
In der Zwischenkriegszeit nutzte die Lufthansa Flugboote des Typs Dornier Wal in Verbindung mit Katapultschiffen für ihren Luftpostdienst zwischen Europa und Südamerika. Zwei Flugboote dieses Typs wurden schließlich auch bei der Deutschen Antarktischen Expedition 1938/39 eingesetzt, da der Einsatz von Flugbooten erstmals die Möglichkeit bot, große Bereiche der Antarktis aus der Luft zu kartieren, obwohl keine Flughäfen zur Verfügung standen.
Während des Zweiten Weltkrieges wurden Flugboote zur Küsten- und Seeüberwachung, U-Boot-Bekämpfung und vor allem zur Seenotrettung eingesetzt. In vielerlei Hinsicht konnte man diese Zeit als den Höhepunkt der Flugbootentwicklung bezeichnen – Dornier, Blohm & Voss, Short, die Glenn L. Martin Company und Kawanishi bauten die bis heute größten und leistungsfähigsten Flugboote. Howard Hughes versuchte sich an einer Konstruktion, dem damals größten Flugzeug der Welt (Hughes H-4).
Noch nach dem Zweiten Weltkrieg bauten einige britische Flugzeugkonstrukteure extrem große Flugboote wie die Saunders-Roe Saro Princess mit zehn Turboprop-Triebwerken und einem Fluggewicht von 156 t – eines der größten Wasserflugzeuge, das je gebaut wurde. Mehr als doppelt so groß wäre die P.192 mit 24 Strahltriebwerken und Platz für 1.000 Passagiere auf fünf Flugdecks gewesen. Sie war fertig konstruiert, ist jedoch nie realisiert worden.
Die große Zeit der Flugboote waren die 1920er und 1930er Jahre, vor allem geprägt durch die Konstruktionen von Claude Dornier mit dem berühmten Dornier-Wal. Nach dem Krieg stiegen dank Turbinenantrieb und Druckkabine die Reisegeschwindigkeiten und Flughöhe neuer Flugzeugmuster stark an. Flugboote wurden unwirtschaftlich.
Während der Berliner Luftbrücke landeten britische Catalina- und Sunderland-Flugboote auf der Havel und versorgten die Stadt mit Lebensmitteln, insbesondere Salz (Flugboote mit ihren salzwasserresistenten Rümpfen waren für diese Art Ladung besonders geeignet).

## Ab dem Jahr 2000
Auch heute gibt es noch die großen Flugboote – die riesige Martin JRM Mars löschte bis zum Herbst 2013 und 2015 in Kanada Waldbrände. Von der Catalina sind noch rund ein Dutzend Flugzeuge flugtauglich und werden an Luftfahrtschauen vorgeflogen. Die Canadair CL-215 und CL-415 sind erfolgreiche, weltweit eingesetzte Wasserlöschflugzeuge, die speziell für diesen Zweck entwickelt wurden. Die Streitkräfte Russlands nutzen einige bereits in den 1960er Jahren entwickelte Be-12 bis in die heutige Zeit für Seeüberwachungsaufgaben.
Aktuell werden vier Typen von Flugbooten von Bombardier Aerospace (Sparte Juni 2016 verkauft an Viking Air) in Kanada, Shin-Meiwa Kōgyō in Japan, Avic in China und von Berijew in Russland gefertigt.
Das neueste Flugboot ist die chinesische Avic AG600, alle anderen Flugzeuge sind Entwicklungen mit Erstflug im letzten Jahrtausend.